# Кјанкителе (Палермо)
Кјанкителе је насеље у Италији у округу Палермо, региону Сицилија.
Према процени из 2011. у насељу је живело 55 становника. Насеље се налази на надморској висини од 733 м.